# Nová generace (Dr. House)
Nová generace (v anglickém originále Babies & Bathwater) je osmnáctá epizoda z první řady seriálu Dr. House.

## Děj
Zhruba čtyřicetiletá Naomi, která je těhotná, při řízení náhle podlehne mikrospánku. Poté, co zastaví je k vystoupení vyzve policista a krátce na to zkolabuje. Housovi se zdá, že Voglerovi sděluje, že je ve čtvrtém stádiu rakoviny. Chase provádí ultrazvuk, aby zjistil, zda je dítě v pořádku. Poté, co chce Naomi sníst kousek hrušky se málem udusí, protože nemohla polknout. Na vyšetření CT začne spontánně rodit. To se Foremanovi a Chaseovi podaří naštěstí zastavit. Vogler zuří poté, co House na prezentaci jeho nového léku všem řekl, že nový lék je stejný jako ten starý, akorát, že dražší a tím porušil dohodu. Oznámil Housovi, že očekává jeho výpověď a veřejnou omluvu. Po RTG Naomi se zjistí, že má rakovinu plic. Možností je operace, kterou by však musel předcházet císařský řez, což však nechce dopustit Naomi, protože nechce přijít o dítě. Hlavním bodem zasedání správní rady fakultní nemocnice v Princeton-Plainsboro je Gregory House. Vogler pohrozil, že pokud neodejde House, odejde on a jeho 100 milionů dolarů. House však nemůže jen tak vyhodit, protože má definitivu, tzn. že pro vyhození by se musela vyslovit celá správní rada. Dojde k hlasování, při kterém se House jako jediný zastane Wilson. Ten je však vyloučen a je hlasováno bez něj. House jde kvůli Naomi za Wilsonem, který si však balí věci a Housovi oznamuje jak hlasoval na správní radě a že mu Vogler nabídl rezignaci, kterou přijal. House při rozhovoru s Naomi zjistí, že byla těhotná již dříve a po rozhovoru s ním souhlasí s operací. Ta je však ukončena Voglerem. Když ho House potká na chodbě, křičí na něj a Vogler mu oznámí, že ho večer vyhodí. Naomi prodělá plicní embolii a její manžel musí rozhodnout zda zachránit ji nebo nenarozené dítě. Ten se rozhoduje pro její život. Při operaci však dojde ke krvácení do břišní dutiny a tak dochází k císařskému řezu. Dítě však nedýchá. Ve stejnou chvíli, kdy dítě poprvé vykřikne a nadechne se, Naomi umírá. Na zasedání správní rady se hlasuje o zrušení definitivy Gregoryho House. Jediná proti je Cuddyová. Vogler se pokusí vyloučit i ji, ale Cuddyová promluví do duší členů správní rady a odejde. Správní rada pak odmítne zbavit definitivy House a Vogler tak i se svými penězi odchází.

## Diagnózy
- špatné diagnózy: preeklampsie, obstrukce jícnu, rakovina plic
- správná diagnóza: karcinom plic komplikovaný plicní embolií pří probíhajícím těhotenství